# Raise Your Glass
"Raise Your Glass" là bài hát của nữ nghệ sĩ, nhạc sĩ người Mỹ Pink, phát hành làm đĩa đơn mở đầu từ album biên tập đầu tiên của cô, Greatest Hits... So Far!!! (2010). Ca khúc đánh dấu mốc 1 thập kỉ kể từ lần xuất hiện đầu tiên của Pink trước công chúng.
Bài hát đã được phát hành tháng 10 năm 2010, nhận được cả thành công về mặt thương mại và đánh giá. Ca khúc đã nhận được phản hồi tốt từ hầu hết các nhà phê bình âm nhạc, lọt vào top 10 ở một số quốc gia; trong đó có Hoa Kỳ – nơi ca khúc đạt vị trí quán quân. Bài hát đã đem lại cho Pink đĩa đơn quán quân hát đơn thứ hai của mình tại đây, tiếp sau "So What".
Ca khúc được sáng tác bởi Pink, Max Martin và Shellback, sản xuất bởi Martin và Shellback – hai nhân vật gắn liền với những hit nổi tiếng nhất của Pink. Họ cũng đã làm việc với cô trong đĩa đơn tiếp theo "Fuckin' Perfect".

## Video âm nhạc
Video âm nhạc của bài hát bắt đầu được quay ngày 4 tháng 10 năm 2010 và là sự hợp tác thứ 12 của Pink với đạo diễn Dave Meyers. Video đã được phát hành trên website chính thức của Pink ngày 2 tháng 11.

## Biểu diễn trực tiếp
Pink đã thể hiện trực tiếp bài hát này trong American Music Awards 2010, tổ chức tại Nokia Theatre, Los Angeles.

## Danh sách bài hát
- Digital/CD Single[4][5]

1. "Raise Your Glass" – 3:23
2. "U + Ur Hand" (trực tiếp Funhouse tại Úc) – 4:14

## Xếp hạng
| Bảng xếp hạng (2010–11)               | Vị trí cao nhất |
| ------------------------------------- | --------------- |
| Anh Quốc (OCC)                        | 13              |
| Áo (Ö3 Austria Top 40)                | 9               |
| Bỉ (Ultratop 50 Flanders)             | 20              |
| Bỉ (Ultratop 50 Wallonia)             | 29              |
| Canada (Canadian Hot 100)             | 2               |
| Cộng hòa Séc (Rádio Top 100)          | 1               |
| Đan Mạch (Tracklisten)                | 12              |
| European Hot 100 Singles              | 10              |
| German Singles Chart                  | 5               |
| Ireland (IRMA)                        | 10              |
| Nhật Bản (Japan Hot 100)              | 19              |
| Hà Lan (Single Top 100)               | 3               |
| Hoa Kỳ Billboard Hot 100              | 1               |
| Hoa Kỳ Adult Contemporary (Billboard) | 9               |
| Hoa Kỳ Adult Pop Airplay (Billboard)  | 1               |
| Hoa Kỳ Dance Club Songs (Billboard)   | 17              |
| Hoa Kỳ Pop Airplay (Billboard)        | 1               |
| Hungary (Rádiós Top 40)               | 1               |
| Na Uy (VG-lista)                      | 14              |
| New Zealand (Recorded Music NZ)       | 5               |
| Phần Lan (Suomen virallinen lista)    | 5               |
| Pháp (SNEP)                           | 37              |
| Rumani (UPFR)                         | 27              |
| Slovakia (Rádio Top 100)              | 17              |
| Thụy Điển (Sverigetopplistan)         | 15              |
| Thụy Sĩ (Schweizer Hitparade)         | 9               |
| Úc (ARIA)                             | 1               |

| Bảng xếp hạng (2010)   | Vị trí |
| ---------------------- | ------ |
| Anh quốc Singles Chart | 126    |
| Canada Hot 100         | 73     |
| Đức (Media Control AG) | 61     |
| Hungary Airplay Chart  | 74     |
| Úc ARIA Charts         | 17     |

| Bảng xếp hạng (2011)     | Vị trí |
| ------------------------ | ------ |
| Canada Hot 100           | 18     |
| Hungary Airplay Chart    | 3      |
| Hoa Kỳ Billboard Hot 100 | 17     |
| Úc ARIA Charts           | 86     |

## Chứng nhận
| Quốc gia | Chứng nhận  | Số đơn vị/doanh số chứng nhận |
| --- | ----------- | ----------------------------- |
| Úc (ARIA) | 6× Bạch kim | 420.000‡                      |
| Brasil (Pro-Música Brasil) | Bạch kim    | 60.000‡                       |
| Canada (Music Canada) | 4× Bạch kim | 320.000*                      |
| Đan Mạch (IFPI Đan Mạch) | Bạch kim    | 90.000‡                       |
| Đức (BVMI) | Vàng        | 250.000^                      |
| Ý (FIMI) | Vàng        | 15.000*                       |
| México (AMPROFON) | Bạch kim    | 60.000‡                       |
| New Zealand (RMNZ) | Bạch kim    | 15.000*                       |
| Thụy Điển (GLF) | Vàng        | 10.000‡                       |
| Thụy Sĩ (IFPI) | Vàng        | 15.000^                       |
| Anh Quốc (BPI) | Bạch kim    | 672.000                       |
| Hoa Kỳ (RIAA) | 5× Bạch kim | 5.000.000‡                    |
| Streaming |             |                               |
| Đan Mạch (IFPI Đan Mạch) | Vàng        | 50.000                        |
| * Chứng nhận dựa theo doanh số tiêu thụ. · ^ Chứng nhận dựa theo doanh số nhập hàng. · ‡ Chứng nhận dựa theo doanh số tiêu thụ và phát trực tuyến. · Chứng nhận dựa theo doanh số phát trực tuyến. |             |                               |

## Lịch sử phát hành
| Khu vực        | Ngày                | Định dạng                  | Hãng đĩa       |
| -------------- | ------------------- | -------------------------- | -------------- |
| Vương quốc Anh | 6 tháng 10 năm 2010 | Phát thanh                 | LaFace Records |
| Vương quốc Anh | 8 tháng 11 năm 2010 | CD đĩa đơn, nhạc số tải về | LaFace Records |
| Đức            | 5 tháng 11 năm 2010 | CD đĩa đơn, nhạc số tải về | LaFace Records |
| Úc             | 6 tháng 10 năm 2010 | Nhạc số tải về             | LaFace Records |
| Brasil         | 6 tháng 10 năm 2010 | Nhạc số tải về             | Sony BMG       |
| Bồ Đào Nha     | 7 tháng 10 năm 2010 | Nhạc số tải về             | LaFace Records |
| Hoa Kỳ         | 8 tháng 10 năm 2010 | Nhạc số tải về             | LaFace Records |